# Albuquerque (Teresópolis)
Albuquerque é um bairro do município de Teresópolis, na região serrana do estado do Rio de Janeiro. De acordo com o Instituto Brasileiro de Geografia e Estatística (IBGE), sua população no ano de 2010 era de 2 382 habitantes, sendo 1 160 mulheres (48.7%) e 1 222 homens (51.3%), possuindo um total de 1 772 domicílios. Está localizado a partir do km 4 ao km 10 da estrada Teresópolis-Friburgo, logo após o Bairro da Prata e antes do Bairro de Vargem Grande. É uma área predominantemente residencial fixa e de veraneio.
A vegetação predominante é a Mata Atlântica e o clima é tropical de altitude com temperaturas variando de 17 a 30 graus centígrados no verão e de 5 a 18 graus no inverno. Possui uma igreja (católica), a de Nossa Senhora de Montserrat, dois centros comerciais, dois postos de gasolina e dois clubes: o Teresópolis Country Club e o Green Valley Club.
Em Albuquerque está localizado o Parque de Exposições Municipal. Neste Parque acontece a FEPORT, Festa do Produtor Rural, com exposição de produtos e Shows de artistas famosos. Além de perfórmances de animais adestrados (cavalos e vacas).
Atualmente (11/2018) não contamos mais o Country Club, que foi demolido e teve seu terreno loteado. (Parece que foi feito de maneira irregular)